# Pio Heredia Zubía
Pio (al secolo Julián) Heredia Zubía (Larrea, 16 febbraio 1875 – Santander, 3 dicembre 1936) è stato un presbitero spagnolo, monaco trappista, priore dell'abbazia di Viaceli, ucciso dai repubblicani durante la guerra civile spagnola.
È il capofila del gruppo di 18 martiri cistercensi (16 religiosi dell'abbazia di Viaceli a Cóbrecese e 2 religiose del monastero della Fons Salutis ad Algemesí) beatificati da papa Francesco nel 2015.